# Печатный лист-оттиск
Печатный листо-оттиск (л/отт, листооттиск) является единицей измерения количества печати.

## Учётная единица печатного листа-оттиска
За учётную единицу печатного листа-оттиска принят оттиск, отпечатанный одной краской на одной стороне бумажного листа форматом 60×90 см.
Листо-оттиски, отпечатанные на бумаге других форматов, приводятся к учётной единице листо-оттиска путём умножения их количества на коэффициент, равный отношению площади листа данного формата к площади листа формата 60×90 см.
При печатании на тигельных и малоформатных плоскопечатных машинах изданий формата до 27×35 см их приводят к формату 60×90 см по коэффициенту 0,17 независимо от фактического формата бумаги; при печатании изданий большего формата перевод в учётные единицы производится, исходя из фактического формата бумаги.

## Расчёт общего количества
Общее количество учётных листов в издании (Хл/отт) определяется умножением объёма в учётных печатных листах на тираж издания:
```
       Х
л/отт
 = VП
уч.л.
 * Т,
```

где Т — тираж издания .